# Meioneta albomaculata
Meioneta albomaculata är en spindelart som beskrevs av Léon Baert 1990. Meioneta albomaculata ingår i släktet Meioneta och familjen täckvävarspindlar. Inga underarter finns listade i Catalogue of Life.